# Ле, Хьеу Ван
Хьеу Ван Ле (англ. Hieu Van Le, вьет. Lê Văn Hiếu — Ле Ван Хьеу; род. 1 января 1954, Куангчи, Вьетнам) — австралийский политик вьетнамского происхождения, 35-й губернатор Южной Австралии (2014—2021).

## Биография
Ле Ван Хьеу родился 1 января 1954 года в городе Куангчи, Вьетнам. В 1977 году вместе со своей женой Лан и около сорока других вьетнамских беженцев ему удалось на небольшом корабле добраться до порта города Дарвин (Северная территория, Австралия). В ноябре того же года они перебрались в Аделаиду, столицу Южной Австралии.
После этого Хьеу Ван Ле обучался в Аделаидском университете и окончил его, получив степень по экономике и бухгалтерскому учёту, а затем в том же университете получил степень магистра делового администрирования (MBA). После этого он работал бухгалтером в Австралийской комиссии по ценным бумагам и инвестициям, где среди его обязанностей была борьба с коррупцией. В 2007 году Хьеу Ван Ле был назначен вице-губернатором Южной Австралии.
В июне 2014 года было объявлено, что Хьеу Ван Ле будет назначен губернатором Южной Австралии и приступит к обязанностям с сентября 2014 года. 1 сентября 2014 года он принял присягу и официально вступил в должность, став 35-м губернатором Южной Австралии. Таким образом, он стал первым в мире губернатором вьетнамского происхождения, когда-либо назначенным на такую должность британским монархом.

## Награды
В январе 2001 года Хьеу Ван Ле был награждён медалью Centenary Medal в честь столетия Австралийской Федерации, в январе 2010 года он стал офицером ордена Австралии (A.O.), а в июне 2016 года — компаньоном того же ордена (A.C.).
В 2008 году Хьеу Ван Ле стал почётным доктором Аделаидского университета, а в 2011 году — почётным доктором Университета Флиндерса.